# Cyklinberoende kinasinhibitor
Cyklinberoende kinashinhibitorer (också kallade CDI, CKI samt CDKI) är proteiner som binder till och inhiberar cyklinberoende kinaser. Då cyklinberoende kinaser reglerar cellcykelns progression, transkription samt apoptos (programmerad celldöd), är cyklinberoende kinashinhibitorer attraktiva mål för cancermediciner. Senaste tidens forskning har dock visat att sådana mediciner har väldigt varierande effekt.